# Engelbrektsloppet
Der Engelbrektsloppet ist ein schwedischer Skimarathon mit Start und Ziel in Norberg. Der Wettkampf ist Bestandteil der Euroloppet-Serie und wird jährlich Mitte Februar in klassischer Technik über 60 km und 30 km ausgetragen. Zudem wird ein reiner Frauenlauf, der Kristinaloppet, über ebenfalls 30 km durchgeführt.
Die Veranstaltung wurde 1969 erstmals ausgetragen und ist mit 2000 bis 3000 Teilnehmenden nach dem Wasalauf der zweitgrößte Skimarathon Schwedens. Der Lauf ist nach Engelbrekt Engelbrektsson benannt, der in der Nähe von Norberg geboren wurde. Der Engelbrektsloppet ist Teil des „schwedischen Klassikers“, der Kombination aus vier Langstreckenwettbewerben in verschiedenen Sportarten in Schweden.

## Siegerliste
| Jahr | Männer                                        | Frauen                                        |
| ---- | --------------------------------------------- | --------------------------------------------- |
| 1969 | Janne Stefansson, Sälen                       |                                               |
| 1970 | Magnar Lundemo (NOR)                          | Irene Atterbring, Fagersta Södra IK           |
| 1971 | wegen Schneemangels nicht ausgetragen         | wegen Schneemangels nicht ausgetragen         |
| 1972 | Magnar Lundemo (NOR)                          | Lena Eriksson-Wallin Säters IF                |
| 1973 | Magnar Lundemo (NOR)                          | Märy Nilsson, Norbergs AIF                    |
| 1974 | Åke Wingskog, Årjäng                          | Elenor Eriksson, IK Rex                       |
| 1975 | Benny Södergren, Edsbyns IF                   | Elenor Eriksson, IK Rex                       |
| 1976 | Lennart Pettersson, Norbergs AIF              | Pirkko Piippo, Skutskärs OK                   |
| 1977 | Lennart Pettersson, Norbergs AIF              | Gun Andersson, Klotens IS                     |
| 1978 | Arnt Hårstad (NOR)                            | Maria Berglund, Norbergs AIF                  |
| 1979 | Ola Hassis, Orsa IF                           | Elenor Eriksson, IK Rex                       |
| 1980 | Arnt Hårstad (NOR)                            | Elenor Eriksson, IK Rex                       |
| 1981 | Jörgen Persson, Edsbyns IF                    | Marie Persson, Edsbyns IF                     |
| 1982 | Örjan Blomqvist, IFK Lidingö                  | Elenor Eriksson, IK Rex                       |
| 1983 | Odvin Bakkene (NOR)                           | Meeri Bodelid, Högbo GIF                      |
| 1984 | Hans Persson, Åsarna IK                       | Marie Persson, Kvarnsvedens GoIF              |
| 1985 | Ingmar Sömskar, Norbergs AIF                  | Elenor Eriksson, IK Rex                       |
| 1986 | Ingmar Sömskar, Norbergs AIF                  | Stina Karlsson, Sollefteå SK                  |
| 1987 | Anders Larsson, Bondsjöhöjdens IK             | Annelie Furunäs, IFK Grängesberg              |
| 1988 | Håkan Westin, Graninge-Alliansen              | Anna Frithioff, Malungs IF                    |
| 1989 | wegen Schneemangels nicht ausgetragen         | wegen Schneemangels nicht ausgetragen         |
| 1990 | wegen Schneemangels nicht ausgetragen         | wegen Schneemangels nicht ausgetragen         |
| 1991 | Sven-Erik Danielsson, Dala-Järna IK           | Antonina Ordina, Sollefteå SK                 |
| 1992 | wegen Schneemangels nicht ausgetragen         | wegen Schneemangels nicht ausgetragen         |
| 1993 | wegen Schneemangels nicht ausgetragen         | wegen Schneemangels nicht ausgetragen         |
| 1994 | Sven-Erik Danielsson, Dala-Järna IK           | Karin Lamberg-Skog, IFK Mora                  |
| 1995 | Stefan Eriksson, Domnarvets GoIf              | Britt-Marie Tjärn, Särna SK                   |
| 1996 | Erik Hansson, Hakarpspojkarna                 | Maria Höök, Ludvika OK                        |
| 1997 | wegen Schneemangels nicht ausgetragen         | wegen Schneemangels nicht ausgetragen         |
| 1998 | Staffan Larsson, IFK Mora                     | Ingrid Stengård (FIN)                         |
| 1999 | Mattias Svahn, IFK Mora                       | Linda Hasselqvist, Hudiksvalls IF             |
| 2000 | wegen Schneemangels nicht ausgetragen         | wegen Schneemangels nicht ausgetragen         |
| 2001 | Magnus Jonsson, Falun Borlänge SK             | Linda Hasselqvist, Hudiksvalls IF             |
| 2002 | wegen Schneemangels nicht ausgetragen         | wegen Schneemangels nicht ausgetragen         |
| 2003 | Magnus Eriksson, Domnarvets GoIf              | Unni Ødegård (NOR)                            |
| 2004 | Mattias Svahn, IFK Mora                       | Lena Sundstedt, Korsnäs IF Skidor             |
| 2005 | wegen Schneemangels nicht ausgetragen         | wegen Schneemangels nicht ausgetragen         |
| 2006 | Mattias Svahn, IFK Mora                       | Sofia Pettersson, IFK Sala                    |
| 2007 | Oskar Svärd, Ulricehamns IF                   | Nina Lintzén, Högbo AIK                       |
| 2008 | Kalle Gräfnings, Falun Borlänge SK            | Nina Lintzén, Högbo AIK                       |
| 2009 | Jimmie Johnsson, Falun Borlänge SK            | Nina Lintzén, Högbo AIK                       |
| 2010 | Fredrik Östberg, Falun Borlänge SK            | Nina Lintzén, Högbo AIK                       |
| 2011 | Jimmie Johnsson, Falun Borlänge SK            | Nina Lintzén, Högbo AIK                       |
| 2012 | Lars Suther, IFK Mora                         | Nina Lintzén, Högbo AIK                       |
| 2013 | Daniel Tynell, Grycksbo IF                    | Nina Lintzén, Högbo AIK                       |
| 2014 | Erik Wickström, Ulricehamns IF                | Nina Lintzén, Högbo AIK                       |
| 2015 | Kalle Gräfnings, Falun Borlänge SK            | Lina Korsgren, Falun Borlänge SK              |
| 2016 | wegen Schneemangels nicht ausgetragen         | wegen Schneemangels nicht ausgetragen         |
| 2017 | Sindre Odberg Palm (NOR)                      | Terese Therell, IFK Umeå                      |
| 2018 | Jimmie Johnsson, Rembo IK                     | Emilia Lindstedt, Falun Borlänge SK           |
| 2019 | Jimmie Johnsson, Rembo IK                     | Linn Sömskar, IFK Umeå                        |
| 2020 | wegen Schneemangels nicht ausgetragen         | wegen Schneemangels nicht ausgetragen         |
| 2021 | wegen der COVID-19-Pandemie nicht ausgetragen | wegen der COVID-19-Pandemie nicht ausgetragen |
| 2022 | Andreas Svensson, Ulricehamns IF              | Susanne Hedlund, Bjursås IK                   |